# Villa von Fonte do Milho
Koordinaten: 41° 10′ 5″ N, 7° 42′ 6″ W

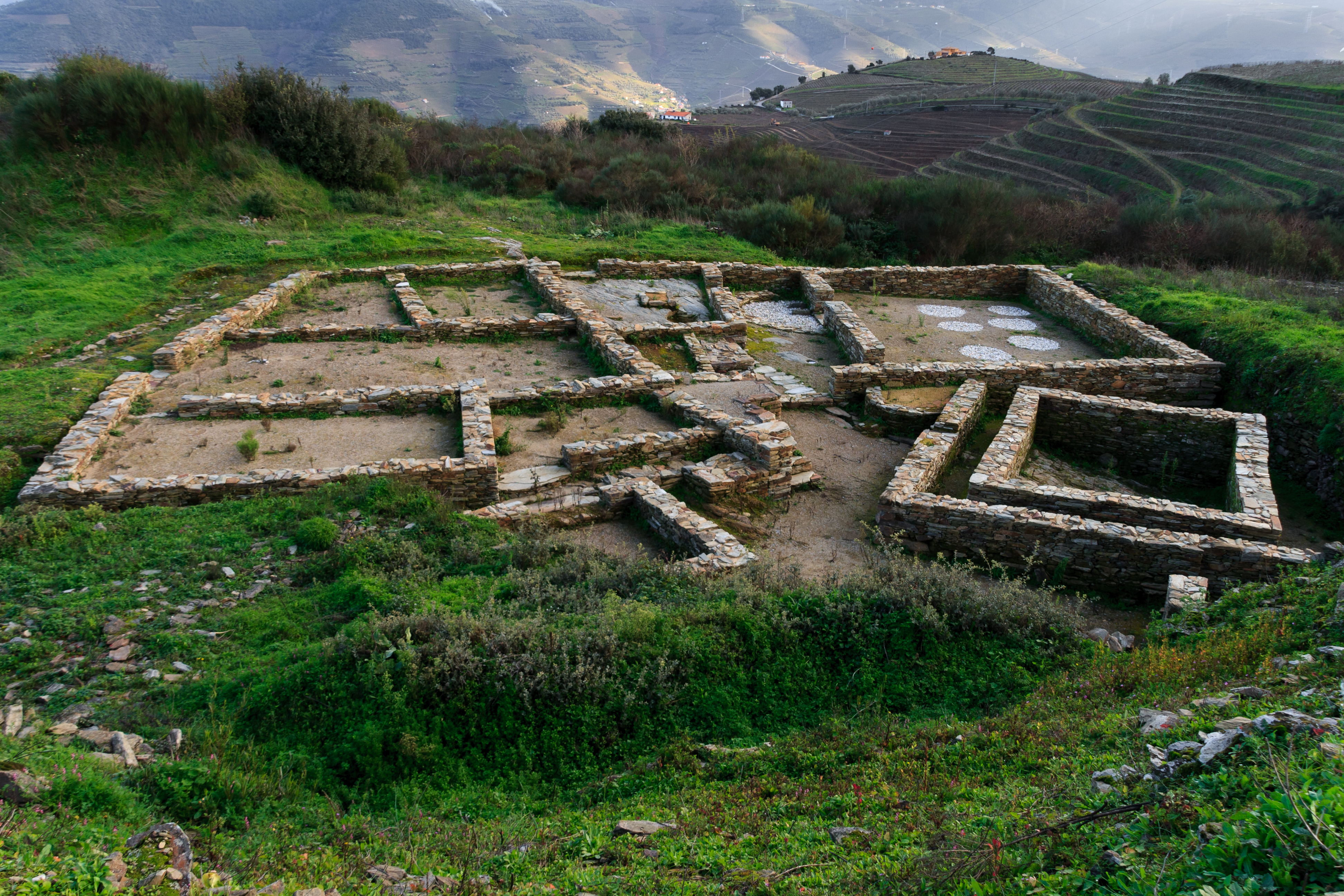
Villa rustica

Fonte do Milho (Quelle des Korns) ist die Ruine einer befestigten römischen Villa (eines Wehrgehöftes) bei Canelas unweit des Duero in Portugal. Das Grabungsgelände wurde 1959 zum Nationaldenkmal erklärt.
Die schon im 18. Jahrhundert als „Castellos de Mouros“ erwähnten Ruinen wurden zunächst als Reste einer Burganlage aus der Zeit der Maurenkriege oder eines Kleinkastells der Römerzeit gedeutet, da die Anlage eine strategisch beherrschende Lage im mittleren Duerotal einnahm.

Die archäologische Untersuchung der Anlage wurde 1947 von Fernando Russell Cortez begonnen. Im Umfeld meterhoch stehender Mauern und eines Torbaus wurde eine nach Norden gerichtete, ovale Fläche mit einer stark strukturieren Gebäudegruppe freigelegt.
Im Grundrissplan der Gesamtanlage gruppieren sich alle Gebäude an den Rändern um einen großen Innenhof. Um genügend Platz zu schaffen, mussten die Erbauer Terrassenmauern anlegen. Die Funde der Nutzungszeit der Villa datieren vom 1. bis ins 4./5. Jahrhundert n. Chr., wobei die Anfangsperiode im frühen 1. Jahrhundert, als das Gebiet endgültig unter römische Herrschaft kam, durch Münzen des Augustus und des Tiberius belegt ist. Bemerkenswert sind Mosaiken mit Fischdarstellungen, die ein Badebecken auskleiden.

Die herausragende Bedeutung von Fonte do Milho besteht in der freigelegten Infrastruktur des römischen Weingutes. Inmitten der noch immer als Weinanbaugebiet genutzten Region fanden sich im Gewerbeviertel der Anlage zahlreiche Funde, die mit der Weinkelterung im Zusammenhang stehen, dazu gehört eine Weinpresse aus Stein.
Allerdings unterblieb die baukonservatorische Betreuung in den Folgejahren, der Fundort geriet zeitweise in Vergessenheit. Seit den 1970er Jahren bemüht sich Portugal, Teile seiner Kulturschätze als UNESCO-Weltkulturerbe auszuweisen, hierzu wurde von der UNESCO das Fonte do Milho im Jahr 2001 als Kandidat in Erwägung gezogen. Zu diesem Zeitpunkt waren die Anlagen bereits in einem fortgeschrittenen Zustand des Verfalls, auch führte moderne Anbautechnik im Weinberggelände zu fortschreitender Bodenerosion und Hangrutschungen, die das Gelände schädigten. Seit 2009 wird das Gelände mit modernsten Analysetechniken untersucht. Der Bürgermeister Nuno Gonçalves bestätigte den Bau eines Museums in Canelas, um die Geschichte des römischen Weingutes darzustellen. Hierzu wurde mit der Restaurierung eines alten Hauses im Ort ein weiteres Baudenkmal gerettet: ..dort können die künftigen Besucher neben ausgewählten Funden und Beschreibungen auch einen Dokumentarfilm zur Geschichte der Römer im Duerotal anschauen.
In einer 2004 publizierten umfangreichen Studie zur touristischen Entwicklung des Duerotales fand das Kulturdenkmal keinerlei Erwähnung.
Eine in der Funktion vergleichbare Anlage ist das Castelo da Lousa.